# Afonso Henriques, conde de Gijón e Noronha
Afonso Henriques, conde de Noronha (Gijón, 1355 — após 1407), foi o mais poderoso senhor feudal das Astúrias que intentou tornar independente do reino de seu irmão João I de Castela e depois de seu sobrinho o rei Henrique III.

## Biografia
Filho primogénito, embora natural, do rei de Castela Henrique II e de Elvira Íñiguez de la Vega, havido antes de seu casamento.[a] Um ano antes de chegar ao trono de Castela, deu-lhe seu pai o senhorio de Noreña e como senhor deste lugar, Afonso confirmou um documento em novembro de 1368. Na primavera de 1372, Afonso foi nomeado cavaleiro pelo seu pai em Santiago de Compostela e provavelmente foi então quando recebeu os títulos de conde de Noreña e de Gijón.[b] Também herdou os bens que seu pai havia herdado antes de ser rei de seu aio, o rico-homem Rodrigo Álvares,[c] em Astúrias e outros lugares como as vilas de Paredes de Nava, Sahagún, Valencia de Don Juan e o senhorio de Cabreira e Ribeira no Bierzo.
O seu casamento com Isabel de Portugal fez parte da aliança estabelecida num dos artigos da paz que celebraram os reis Henrique II e Fernando I de Portugal na cidade de Santarém, a 19 de março de 1373. O conde Afonso não concordou de boa vontade com o casamento, nem quando foi tratado, nem mais tarde quando se cuidou de o efectuar, porque a condessa Isabel tinha somente oito anos de idade à data em que este casamento se tratou, e ele tinha dezoito. Fugiu para Avinhão no Reino de França para melhor se furtar ao casamento que lhe queriam impor e só de lá voltou forçado pelas ameaças do pai. Assim, depois da sua chegada o casamento realizou-se em novembro de 1377, mas o conde Afonso não consumou o matrimónio.
Morto o rei Henrique II, seu pai, obteve a anulação do matrimónio, por sentença de Guterre de Toledo, bispo de Oviedo, chanceler-mor da rainha Joana, em Medina del Campo, em 12 de dezembro de 1379, em que foram testemunhas Pedro Tenorio, arcebispo de Toledo, Afonso Domingues de Linhares, bispo da Guarda, Gil Doçem, natural de Portugal, e Rodrigo Arias Maldonado. Este divórcio não surtiu efeito no entanto, dado que veio a consumar o matrimónio.
Na primavera de 1381, João I, seu meio-irmão estava preparando a guerra com Portugal e, sabendo que todas as "gentes da guerra" das Astúrias estavam fora da região, Afonso ofereceu a Inglaterra, aliado de Portugal, o porto da cidade de Gijón e prometeu ajudar-lhes a conquistar todo o território. O rei de Castela, quando soube dos planos de seu irmão lhe encurralou em Gijón. O bispo de Oviedo, Guterre de Toledo intercedeu em seu favor e em 26 de julho desse ano o conde Afonso fez "juramento et pleitos et omenajes" na Catedral de Oviedo e obteve o perdão real. No entanto, o conde persistiu em seus planos e preparou uma nova sublevação. O rei João I lhe encomendou a missão para a negociação com Portugal e no início de 1382 foi a Bragança com a permissão de seu irmão, mas, em vez de defender a causa de Castela, Afonso ocultou suas intenções e tentou obter o apoio de Inglaterra a Portugal para as suas próprias reivindicações.
Em Zamora, a 23 de junho de 1382, o rei de Castela confiscou todas as terras e bens que  Afonso tinha nas Astúrias e nas montanhas de Leão e, um ano mais tarde, depois das Cortes de Segóvia, em setembro de 1383, o rei doou todos os bens nas Astúrias ao bispo Guterre e à Catedral de Oviedo, incluindo o condado de Noreña.[d]  Depois daquelas Cortes em Segóvia, foram descobertos novos tratados de Afonso com o rei de Portugal e o conde foi feito prisioneiro na Puebla de Montalbán por ordem do rei João I, guardado pelo arcebispo de Toledo, Pedro Tenorio.
Depois da morte de D. Fernando I de Portugal, Afonso assim como a condessa Isabel, sua esposa, foram feitos prisioneiros dado que eram possíveis pretendentes ao Trono de Portugal, visto que Isabel era filha natural deste rei e João I recear que os direitos de seu meio-irmão e cunhado lhe diminuíssem os seus, de pretendente ao Trono de Portugal, por ser casado com Beatriz, filha legítima de El-Rei Fernando I.
Todos os seus bens no reino de Castela foram confiscados em julho de 1386.
Por sua morte, D. Isabel voltou a Portugal, a procurar a protecção de seu tio, o rei João I de Portugal “o de boa Memória”, o qual lhe fez novas mercês de bens.

## Últimos anos
Pouco se sabe dos últimos anos do conde Afonso, excepto que foi preso por ordem do rei em Saint-Jean-de-Luz, embora tenha sido libertado pouco tempo depois, e que se dizia que estava envolvido numa conspiração do rei de Portugal contra Henrique III em 1397, embora nunca se soubesse ao certo.
Passou vários anos em Baiona. Em março de 1396, Juan Hurtado de Mendoza, mordomo-mor do rei Henrique III de Castela, escreveu ao conselho de Burgos sobre as informações que tinha recebido dos homens que tinha em Baiona e do bispo dessa cidade sobre o conde de Noreña. Uma das notícias era sobre Isabel de Portugal, que tinha trocado Castela por Baiona e "a raiva do Conde por isso, e a sua intenção de a enviar como emissária ao Rei de Castela". A 8 de janeiro de 1397, o rei Carlos III de Navarra ordenou o pagamento de dois panos que a rainha Leonor de Trastámara tinha enviado de presente à esposa do conde Afonso em Baiona. A documentação do reinado de Henrique III confirma a presença do conde em Baiona durante vários anos. A 1 de janeiro de 1407, Henrique, filho de Afonso, recebeu vinte libras para ir ver o seu pai que estava em Baiona. 
O último documento onde o conde Afonso é mencionado nesta colecção de documentos —embora não implique necessariamente que tenha morrido pouco tempo depois—, é uma carta de 15 de março de 1407 do rei Martim I de Aragão dirigida a Afonso, na qual este lhe ordenou "que se afastasse da fronteira com Castela e regressasse aos territórios aragoneses, proibindo-o de passar mais longe para a cidade de Saragoça e de se aproximar de Castela a mais de vinte léguas". Esta ordem foi o resultado de cartas enviadas pelos reis de Castela e do infante Fernando (irmão de Henrique III) quando souberam que o conde estava "deitado a uma liga da fronteira entre Aragão e Castela", apesar de Henrique III lhe ter concedido autorização para viver em Aragão, como tinha solicitado Martim I a pedido de Afonso.
Nem a data nem o local da sua morte são conhecidos. Poderia ter sido em Portugal, em Marans, ou em Baiona após 1407.

## Matrimónio e descendência

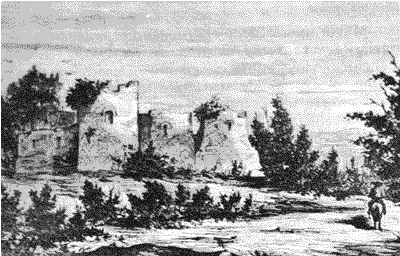
Castelo de Noreña no século XIX. Desenho da época.

Casou em Burgos em 1377 com Isabel de Portugal, senhora de Viseu, filha natural do rei Fernando I de Portugal, havida antes do seu casamento. Foram o tronco da família portuguesa Noronha. Os filhos dos condes que passaram a Portugal com sua mãe foram:
- Pedro de Noronha, arcebispo de Lisboa.[20][18]
- Fernando de Noronha, 2.º conde de Vila Real pelo seu casamento com Brites de Meneses,[20] 2.ª condessa de Vila Real e filha herdeira de Pedro de Meneses, 1.º conde de Vila Real.[21]
- Sancho de Noronha, 1.º conde de Odemira,[20], commendador-mor da Ordem de Santiago, alcaide-mor de Estremoz e Elvas, senhor do Vimieiro, Mortágua, Aveiro e outras terras,[22] casou com Mécia de Sousa, 4.ª senhora de Mortágua.
- Henrique de Noronha, capitão, participou na tomada de Ceuta. Sem geração masculina legítima.[20] Passou vários anos na corte do rei Carlos III de Navarra e da sua esposa, a tia de Henrique, Leonor de Trastámara. A 1 de janeiro de 1407 recebeu vinte libras, cobrados ao Tesouro Real de Navarra, "por yr ver su padre que era en Bayona". No dia 24 do mesmo mês, recebeu mais 200 libras, "depois de ter estado muito tempo na casa do Rei de Navarra" quando, após a morte do Rei Henrique III, quis voltar a viver em Castela.[23]
- João de Noronha, sem descendentes.[20] Passou também vários anos em Navarra, na casa da sua tia, a rainha Leonor de Trastámara, e do seu marido, o rei Carlos III. A 30 de julho de 1412, confirmou ter recebido dinheiro do Tesouro Real de Navarra "para as despesas de quatro homens de armas e cinco bestais montados que o acompanharam na sua viagem de Toulouse a França para participar na guerra que estava a ser travada no Languedoc em ajuda e a favor do Rei Carlos VI de França e para aí permanecer na companhia do Marechal de Navarra".[24] Foi feito cavaleiro pelo infante Duarte, em Ceuta, em cujo cerco tomou parte e onde foi ferido. Veio a morrer em Almodôvar, Portugal, de doença proveniente deste ferimento.
- Constança de Noronha, que foi a segunda mulher de Afonso, 1.º duque de Bragança, sem descendentes deste matrimónio.[20]

Fora do casamento teve:
Com Inês Soto de los Infantes, provavelmente da linhagen dos Miranda em Astúrias, teve a:
- Juana de Lodeña, abadessa no Mosteiro de Santa Clara la Real em Toledo.[e]

Também teve a:
- João Henriques de Noronha, casou com Beatriz, senhora de Mirabel.
- Beatriz de Noronha (ou Brites de Noronha) a esposa de Rui Vaz Pereira,[26] “o Velho”, filho de Gonçalo Pereira, senhor de Cabeceiras de Basto.
- Diego Enríquez de Noroña, cavaleiro da Ordem de Santiago e comendador de Los Santos,[27] casado com Beatriz de Guzmán, filha bastarda de Henrique de Guzmão, II conde de Niebla e V senhor de Sanlúcar.[28]
- Martim Enríquez, que, segundo fontes francesas, esteve ao serviço do rei Carlos VII de França em 1444.[29]
- Leon Alfonso. Em fevereiro de 1385, Carlos III de Navarra ordenou o pagamento de cerca de sessenta soldos a Jacobon, judeu de Pamplona, pelas despesas efectuadas "para a companhia do seu filho Leonel nas festas de Natal, entre elas, as referentes à entrega de um jupão a Leonet Alfonso, filho do conde Dom Afonso".[30] Em maio de 1393, "Leonet, filho bastardo do Conde D. Afonso", e outros nobres, foram entregues ao representante do rei João I de Portugal como reféns por Castela, em cumprimento da trégua de quinze anos que tinha sido acordada entre os dois reinos.[14]